# MaliVai Washington
MaliVai Washington (Glen Cove, 20 de Junho de 1969) é um ex-tenista profissional estadunidense.

## Grand Slam final

### Simples (1 vice)
| Resultado | Ano  | Campeonato | Piso  | Oponente         | Placar        |
| Vice      | 1996 | Wimbledon  | Grama | Richard Krajicek | 3–6, 4–6, 3–6 |

## ATP Tour finais (14)

### Simples (4 títulos)
| Legenda                     |
| Grand Slam (0)              |
| Tennis Masters Cup (0)      |
| ATP Masters Series (0)      |
| ATP Championship Series (1) |
| ATP Tour (3)                |

| Resultado | N. | Data               | Campeonato                | Piso        | Oponente          | Placar                  |
| --------- | -- | ------------------ | ------------------------- | ----------- | ----------------- | ----------------------- |
| Vice      | 1. | Janeiro 6, 1992    | Auckland, Nova Zelândia   | Hard        | Jaime Yzaga       | 6–7(6–8), 4–6           |
| Campeão   | 1. | Fevereiro 10, 1992 | Memphis, EUA              | Duro (i)    | Wayne Ferreira    | 6–3, 6–2                |
| Vice      | 2. | Abril 13, 1992     | Tampa, EUA                | Saibro      | Jaime Yzaga       | 6–3, 4–6, 1–6           |
| Campeão   | 2. | Maio 4, 1992       | Charlotte, EUA            | Saibro      | Claudio Mezzadri  | 6–3, 6–3                |
| Vice      | 3. | Junho 15, 1992     | Manchester, Reino Unido   | Grama       | Jacco Eltingh     | 3–6, 4–6                |
| Vice      | 4. | Agosto 17, 1992    | New Haven, EUA            | Duro        | Stefan Edberg     | 6–7(4–7), 1–6           |
| Vice      | 5. | Janeiro 11, 1993   | Auckland, Nova Zelândia   | Duro        | Alexander Volkov  | 6–7(2–7), 4–6           |
| Vice      | 6. | Março 12, 1993     | Miami, EUA                | Duro        | Pete Sampras      | 3–6, 2–6                |
| Campeão   | 3. | Outubro 10, 1994   | Ostrava, República Tcheca | Carpet (i)  | Arnaud Boetsch    | 4–6, 6–3, 6–3           |
| Vice      | 7. | Outubro 9, 1995    | Ostrava, República Tcheca | Carpete (i) | Wayne Ferreira    | 6–3, 4–6, 3–6           |
| Vice      | 8. | Outubro 23, 1995   | Essen, Alemanha           | Carpete (i) | Thomas Muster     | 6–7(6–8), 6–2, 3–6, 4–6 |
| Campeão   | 4. | Abril 15, 1996     | Bermuda                   | Saibro      | Marcelo Filippini | 6–7(6–8), 6–4, 7–5      |
| Vice      | 9. | Julho 7, 1996      | Wimbledon, Londres        | Grama       | Richard Krajicek  | 3–6, 4–6, 3–6           |